# إزيكييل كاستيلو (لاعب كرة قدم)
إزيكييل كاستيلو (بالإسبانية: Ezequiel Castillo)‏ (13 يونيو 1967 ببوينس آيرس في الأرجنتين - ) هو لاعب كرة قدم أرجنتيني في مركز الوسط. لعب مع أرجنتينوس جونيورز وإسبانيول ورايو فايكانو ونادي بطليوس ونادي تينيريفي وSportivo Patria ‏.

## وصلات خارجية
- إزيكييل كاستيلو على موقع قاعدة بيانات كرة القدم.إي يو (الإنجليزية)